# ATMSolutions
Advanced Technology Machine Solutions (tł.: Zaawansowane Technologie Maszynowe) – przedsiębiorstwo przemysłowe działające w branży maszyn sterowanych numerycznie (CNC). Kapitał zakładowy przedsiębiorstwa w całości polski. Początki firmy sięgają pierwszej dekady XXI wieku.
Obecna siedziba główna Spółki znajduje się w Łomiankach pod Warszawą. W roku 2019 przedsiębiorstwo ATMSolutions rozpoczęło budowę zakładu produkcyjnego w miejscowości Stawiski w woj. podlaskim, skupiające się na produkcji innowacyjnych obrabiarek w technologii modułowej.
Innowacja została zastrzeżona w Urzędzie UE ds Własności Intelektualnej (EUIPO) z siedzibą w Alicante
Największym rynkiem sprzedaży dla firmy ATMSolutions jest kraj pochodzenia czyli Polska, a z informacji przedstawionych na broszurach informacyjnych wynika że eksport obejmuje wiele krajów Europy oraz całego świata.
ATMSolutions zatrudnia dziesiątki inżynierów, automatyków, i specjalistów obróbki materiałów. W ofercie Spółki znajdują się maszyny cnc do obróbki materiałów metalicznych oraz niemetalicznych jak:
- Metale m.in.: stal, kolorowe (Aluminium, Mosiądz, Miedź, Brąz) szlachetne (Złoto, Srebro, Platyna)
- Ceramika, Marmur, Granit
- Szkło
- Drewno
- Papier, Tektura
- Laminaty
- Pianki, gąbki
- Tworzywa sztuczne: (MDF, HPL, HDF, Dibond)
- Materiały kompozytowe

## Historia Osiągnięć
- 2017 Złoty Medal Międzynarodowych Targów Poznańskich[4][5],
- 2018 Złoty Medal Międzynarodowych Targów Poznańskich[6]
- 2018 Tytanowe Skrzydła Międzynarodowych Targów Innowacyjnych Rozwiązań Przemysłowych[7][8],
- 2019 Złoty Medal Międzynarodowych Targów Poznańskich[9]
- 2019 Tytanowe Skrzydła Międzynarodowych Targów Innowacyjnych Rozwiązań Przemysłowych[10]
- 2019 Złoty Medal Międzynarodowych Targów Poznańskich 2019 – Wybór Konsumentów[11]

- The Prize for Innovations Targów RemaDays 2020 za linię modułowych ploterów frezujących[12]

## Linie produktowe[13]
- Frezarki CNC
- Plotery Frezujące CNC
- Plotery Laserowe CO2
- Wycinarki Laserowe Fiber
- Znakowarki Laserowe
- Znakowarki Mikroudarowe
- Wycinarki wodne WaterJet
- Wycinarki Plazmowe
- Giętarki do Metalu
- Centra Obróbcze
- Wtryskarki CNC
- Prasy
- Plotery Tnące
- Oprogramowanie
- Akcesoria CNC

## Klienci m.in.
- Volkswagen
- British American Tabaco
- Polska Grupa Energetyczna
- Przemysłowy Instytut Automatyki i Pomiarów PIAP
- Coca – Cola HBC Polska
- Samsung Electronics
- Bridgestone
- Orange SA
- Wojskowy Instytut Techniczny Uzbrojenia
- LC Elektronik
- EC1 Łódź
- Politechnika Warszawska
- Soft Blue SA
- Polfa Tarchomin

CSR
Na witrynie internetowej przedsiębiorstwa możemy przeczytać, że firma angażuje się w przedsięwzięcia stosując zasadę społecznej odpowiedzialności biznesu (CSR)